# Booklist
Booklist é uma publicação da American Library Association que fornece críticas de livros e outros materiais audiovisuais para todas as idades. Ele é voltado para bibliotecas e livrarias e está disponível em versão impressa ou online. É publicado em duas vezes por mês em todo o ano — exceto em julho e agosto, quando é publicado uma vez por mês.
A primeira publicação do Booklist foi em janeiro de 1905, para "satisfazer uma necessidade evidente de emissão de uma lista de compra atual de livros recentes e com breves críticas destinadas a ajudar os bibliotecários na seleção. Outras características, tais como listas de anotações sobre temas atuais, provavelmente serão adicionados mais tarde e, em geral, qualquer assunto útil para os responsáveis de bibliotecas, terá aqui um local apropriado". Inicialmente, a revista continha principalmente, pequenos comentários de apenas algumas frases, mas só a partir da década de 1930, as críticas passaram a ser um pouco mais aprofundadas. Em outubro de 1939, apenas algumas semanas após o início da Segunda Guerra Mundial, o Booklist publicou o artigo "Livros para a 'visão calma a longo prazo' sobre a crise, os seus antecedentes e implicações para os Estados Unidos", que abordou "a demanda por livros imparciais sem emocionalismo de propaganda". O editor queria ter certeza de que, no meio de uma crise mundial, os usuários da biblioteca tivessem suas perguntas respondidas, e todos os pontos de vista, vistos.
Atualmente, a revista pode ser encontrada online, e além de seu amplo acervo de resenhas de livros atuais e de gêneros, também inclui as listas de vencedores atuais e passados de prêmios como o Newbery e Printz. Além disso, os boletins opcionais estão disponíveis para bibliotecários e outros interessados, que devem se inscrever para receber ainda mais aprofundados comentários que não estão prontamente disponíveis no site.